# 양산 통도사 목조사천왕상
양산 통도사 목조사천왕상(梁山 通度寺 木造四天王像)은 대한민국 경상남도 양산시 하북면, 통도사에 잇는 조신시대의 불상이다. 2013년 1월 3일 경상남도 유형문화재 제530호로 지정되었다.

## 개요
양산 통도사 목조사천왕상은 1718년(숙종44년)에 조각승인 진열(進悅)을 수화사로 모두 20명의 화원이 참여하여 조성되었다. 4구의 사천왕은 경상도 지역에서는 가장 거상이며, 다리가 길고 전체적인 신체가 가늘고 긴 신체 등 진열의 조형적 특징을 확실히 보여준다.
조선후기 대표적 조각승인 진열이 만든 가장 큰 상으로, 조성기와 복장물을 통하여 대형조각상을 제작할 당시의 불사운영 및 복장물 연구에 귀중한 자료이다.

## 같이 보기
- 통도사

## 참고 자료
- 양산 통도사 목조사천왕상 - 국가유산청 국가유산포털